# جون جوزيف جيري
جون جوزيف جيري (بالإنجليزية: John Joseph Gerry)‏ هو كاهن كاثوليكي أسترالي، ولد في 1 يونيو 1927 في بريزبان في أستراليا، وتوفي بنفس المكان في 13 ديسمبر 2017.